# Чак Басс
Чак Басс(англ. Chuck Bass)  — головний персонаж в телесеріалу «Пліткарка» та другорядний у серії однойменних романів Сесілі фон Зігесар, на основі яких була знята телевізійна молодіжна драма. У серіалі його зіграв англійський актор Ед Вествік.
Ще з дитинства Чак був найкращим другом з Нейтом Арчібальдом, Сереною ван дер Вудсен та Блер Волдорф, яка стала його головним романтичним партнером протягом усього серіалу. У фіналі вони одружуються. У серіалі він також зведений брат Серени та Еріка ван дер Вудсенів.

## Серія романів
У романах Чак Басс - син Барта та Місті Басс. Спочатку Чак є антагоністом головних героїв. Чак проживає зі своєю сім'єю в готелі "Плаза" на Верхньому Іст  Сайді та відвідує підготовчу школу для хлопчиків у Ріверсайді у Верхньому Вест Сайді разом із стипендіатом Деном Хамфрі. Чак значною мірою не має друзів, проте його поважають через величезне багатство родини. Його описують як хлопця, який має виразне почуття стилю. Лінивий та пихатий, єдині інтереси Чака - це секс і гроші, батько часто дорікає йому за відсутність амбіцій і погану успішність у школі. Впродовж серіалу у нього часто трапляються короткочасні «інтрижки», серйозні стосунки з’являються тільки під кінець серії роману, коли починає зустрічатись з Блер Волдорф. У книзі «It Had To Be You» Чаку відмовляють у прийому до коледжу через погані оцінки, після чого батько відправляє його у військову школу. Наступна згадка про Чака з’являється у книзі «Gossip Girl spin-off The Carlyles», у якій зазначається, що Чак ні разу не з’явився у військовій школі, та його місцезнаходження після цього залишається невідомим. У романі «I will always love you» виявляється, що Чак поїхав до коледжу Діп Спрінгс у Каліфорнії і повернувся зовсім іншою людиною, також рік зустрічався з Блер в Оксфорді, Англія. Чак також хазяїн мавпи на ім’я Sweetie, яку подарувала йому сім’я Джорджини Спаркс, після того, як Чак витягнув її зі складної ситуації.

## Телесеріал
Під час підготовки до дебюту серіалу у 2007 році, Чак Басс був змінений на більш центрального персонажа, антигероїчного плейбоя, чиї стосунки з Блер Волдорф є однією з основних сюжетних ліній шоу. Чак - «поганий хлопчик» з Верхнього Іст Сайда, та, як і Блер, є мстивим і маніпулятивним; обидва часто продумують разом складені плани. Впродовж серіалу Чак розвиває м’якшу сторону, зокрема до Блер, та Лілі, Еріка і Серени, його прийомної матері, брата і сестри.

### Сезон 1
Чак виріс на Верхньому Іст Сайді разом зі своїми трьома найкращими друзями Нейтом Арчібальдом, Блер Волдорф та майбутньою зведеною сестрою Сереною ван дер Вудсен. Його батько - Барт Басс, мільярдер, який зробив себе сам, і часто порівнюється із своїми «old money» друзями. Чака часто називають «поганим хлопчиком свого оточення». Чак - плейбой і бабник, який розглядає жінок як інструмент для відпочинку. Чак часто пропускає заняття і курить коноплю.
У пілотному епізоді Чак намагається зґвалтувати Серену та Дженні Хамфрі. Говорячи про Серену в пілотному епізоді, Чак каже: "Серена виглядала гаряче вчора ввечері. Щось не так з цим рівнем досконалості. Я мушу це змінити". З часом він послаблює свою хижачу поведінку і стає більш маніпулюючим бабником.
У сьомому епізоді «Victor/Victrola» Чак купує бурлеск-клуб «Victrola». Після того, як Нейт і Блер розлучаються, Блер приходить відвідати Чака у Victrola, де після виступу на сцені вона втрачає свою цноту з Чаком у лімузині. Хоча вона намагається заперечити існування цієї зустріч, Чак купує для неї намисто і визнає, що він відчуває "метеликів" у її присутності. Незважаючи на це, Нейт і Блер відновлюють свої стосунки, що призводить до появи ревнивого Чака, який надсилає анонімний лист "Пліткарці", що Блер і Чак мали сексуальні стосунки. Це призводить до тимчасової сварки між Чаком, Блер і Нейтом.
У міру того як стосунки Барта Басса та Лілі ван дер Вудсен прогресують, вони вирішують з’їхатись сім’ями. Чак та Ерік ван дер Вудсен, син Лілі та молодший брат Серени, стають особливо близькими. Коли Серена починає отримувати загадкові пакунки (алкоголь, доставлений їй у школі, тощо), вона автоматично звинувачує Чака. Згодом Барт змушує Чака веселитись з сімейного дому. Серена виявляє, що насправді винуватцем стала Джорджина Спаркс, колишня однокласниця Серени та Чака. Чак і Блер об'єднуються, щоб запобігти Джорджіні ще більше нашкодити Серені. Цей процес розпалює знову їх зв'язок, і їм вдається позбутися Джорджини.
На весіллі Барта і Лілі наприкінці 1 - го сезону Чак просить вибачення і зізнається Нейту, що був закоханий у Блер. Під час весілля Чак виголошує промову про прощення, яка мається на увазі для Блера. Вона приймає його вибачення і цілує. Однак, коли вони збираються разом вирушити у подорож до Тоскани, у Чак знову починає сумніватись у своїх почуттях. Блер відправляється до Тоскани без нього, оскільки Чак вирішив спокусити Амелію, викинувши троянди для Блер у смітник.

### Сезон 2
У першій серії сезону «Summer Kind of Wonderful» ми дізнаємось, що Блер провела літо в Європі. Чак пошкодував про свої вчинки, але сказав про це Блер занадто пізно, оскільки вона вже почала зустрічатись з лордом Маркусом Бітоном. Блер просить Чака сказати їй, що любить її, але страх перед зобов'язаннями зупиняє його.
Задля того, щоб зібрати матеріал для оповідання про Чака, Ден проводить цілу ніч разом з ним, закінчується ця пригода доволі непередбачувано - двоє хлопців опиняються у в’язниці через бійку, яка відбулась у клубі. Перебуваючи у в'язниці, Чак упевнено розповідає Денові, що його мати померла під час народження дитини, і що його батько звинувачує Чака у її смерті, що пояснює їх крижані стосунки. Коли пізніше Чак виявляє, що Ден використовував його лише заради  для оповідання, він відчуває себе зрадженим і звинувачує Дена у всіх проблемах цієї ночі.
Сюжетна лінія Чака протягом 2 сезону в основному стосується його нездатності сказати Блер, що він її любить. Зрештою, його батько помирає у автомобільній аварії. Коли він збирається покинути похорони батька, Блер каже, що любить його, але він все одно йде. Лілі усиновляє його, щоб він міг володіти компанією батька - Bass Industries, роблячи Серену та Еріка його сестрою та братом. Коли Блер знову починає зустрічатися з Нейтом, Чак усвідомлює свої справжні почуття до неї. Пізніше Чак, Блер, Нейт та Серена об'єднуються, щоб знищити Поппі Ліфтон, яка обманює людей, і тоді Блер розуміє, що вона все ще має почуття до Чака. Вона розходиться з Нейтом.
Через нову плітку, яка була поширена на сайті Пліткарки, всі дізнаються, що інтрижки Чака та Блер, він не може пережити таку «зраду», тому покидає Блер, після того як вона каже вдруге, що любить його. В останньому епізоді 2 сезону Чак зізнається Блеру в своїх справжніх почуттях, і вони нарешті починають офіційні стосунки.

### Сезон 3
На початку 3 сезону, Чак і Блер закохані та дуже щасливі. Чак намагається керувати «Басс Індустріс»(англ. Bass Industries) відповідно до бездоганно високих стандартів свого покійного батька. Він купує готель «Емпайр»(англ. Empire). У середині сезону Чак зустрічає жінку, яка претендує на роль його матері, на ім'я Елізабет Фішер. Після того, як Чак спочатку відхилив її бажання познайомитись з ним ближче, Чак нарешті пробує з нею все-таки зблизитись, саме в цей момент його колишні співробітники заявляють про сексуальні домагання. Незважаючи на свою невинність, він вирішує не допустити скандалу дійти до медіа. Джек Басс, зловісний дядько Чака, все одно повідомляє ЗМІ і вимагає від Чака передати готель Елізабет, щоб заспокоїти громадськість та не погубити репутацію готелю.  Мати зраджує своїй обіцянці: тільки по документах бути власницею, і передає готель Джеку, якого любить. Однак вона телефонує Чаку, щоб попрощатися, бо покидає Нью-Йорк . Після чого вона каже Чаку, що збрехала йому: вона не його мати. Проте її розмова з Джеком перед від’їздом підказує глядачам, що Елізабет справжня мати Чака.
Чак і Блер погоджуються об'єднатися, щоб знищити Джека, щоб повернути готель. Джек каже їм обом(окремо), що він відмовиться від готелю, лише якщо він отримає Блер на одну ніч. За спиною Блер, Чак підлаштовує все так, щоб Блер пішла до Джека. Після поцілунку Джек розповідає Блер правду про причетність Чака. Блер розлучається з Чаком, і він повертає готель, пообіцявши собі також повернути Блер. Чак відчайдушно намагається повернути Блер назад, роблячи все: від заборони всім іншим чоловікам Верхнього Іст Сайду зустрічатися з нею до того, щоб прохання її зустрітися на вершині Емпайр Стейт Білдінг. Блер вирішує, що Чак - її справжнє кохання, і вона збирається його зустріти, але у Дороти раптово починаються пологи, тому Блер запізнюється на дві години. Чак, думаючи, що вона вирішила все-таки не бути з ним, виходить із будівлі з розбитим серцем і майже самогубний. Повернувшись додому, він бачить, що Дженні Хамфрі приїхала шукати Нейта. Двоє п’яні, з розбитим серцем, оскільки їхня друга половинка не відповідає взаємністю, вони вирішують переспати.
Пізніше Блер приходить у апартаменти Чака, просячи вибачення за запізнення, і вони знову сходяться. Чак збирається зробити пропозицію Блер у лікарні, коли вони відвідують Дороту та її новонароджену дитину, коли з’являється Ден і несподівано б’є по обличчю Чака. Потім він змушує Чака розповісти Блер, що трапилося між ним і Дженні. Блер розриває стосунки з Чаком і повідомляє йому, що це назавжди. Вона також погрожує зруйнувати життя Дженні, якщо та негайно не покине Манхеттен. Після цього Чак їде до Праги, щоб на деякий час втекти з Нью-Йорка, відчуваючи, що він не може більше нічого вдіяти. В Празі на нього нападають двоє грабіжників, які вимагають в нього кільце, з яким Чак мав зробити пропозицію Блер, і коли Чак відмовився, влаштувавши бійку, щоб захистити себе та цінну йому річ, він був застрелений. Останній кадр третього сезону, який бачать глядачі - Чак лежить весь в крові у провулку, імовірно помираючи.

### Сезон 4
У першому епізоді 4 сезону «Belles de Jour» стає відомо, що Чак живий і його спасла француженка на ім'я Єва Купо. Бажаючи забути, хто він, він створює собі фальшиву особистість на ім’я Генрі Принс. Стурбована можливістю його смерті, Серена відсежує його і виявляє, що він не збирається більше бути Чаком Бассом і  хоче все продати, включаючи готель «Емпайр»(англ. Empire) та «Басс Індустріс»(англ. Bass Industries). Покидаючи Париж, його зупиняє Блер, яка каже, що, хоча вона більше його не любить, вона завжди піклується про нього. Він розповідає Єві про справжнього себе, і вони повертаються вдвох до Нью-Йорка.
Після повернення до Нью-Йорка Чак стає добрішим і  більш чуйним завдяки впливу Єви. У «Touch of Eva» ревнива Блер дізнається, що Єва - колишня жінка легкої поведінки, і розказує про це Чаку. Раніше йому вже розкрив цю таємницю Нейт, тому він не здивований. Потім Блер помічає конверт із паспортом та інформацією про Чака і кладе його у валізу Єви, щоб ситуація виглядала так, ніби Єва знала, хто він з самого початку.
Розлючений, він розходиться з Євою, поки не виявляє, що Блер підлаштувала це все. Він просить Єву відновити стосунки, але вона відмовляється сказати, що знає, що він все ще відчуває почуття до Блер. Потім Чак оголошує війну Блер і саботує різні аспекти її життя, закликає Дженні повернутися до міста, щоб знищити Блер разом. Після того, як Дженні розказує всім, що її вигнали через ситуацію з Чаком в третьому сезоні, вони укладають перемир'я і погоджуються більше не воювати. Ден, засмучений тим, що Дженні не може приїхати до міста на першу ювілейну вечірку Руфуса і Лілі, вирішує принизити Блер у її день народження п’яним відео з нею. Вона припускає, що це Чак показав його, поки Ден не зізнається у всьому сам. Після вечірки Блер та Чак кажуть, що ненавидять один одного, але все закінчується поцілунком.
Після проведення часу разом, вони нарешті зізнаються, що люблять один одного.  Вони цілуються на його вечірці «Saints and Sinners», але Блер з’ясовує, що тепер втратить шанс стати обличчям фонду Girl's Inc., а Чак втратить бізнес, якщо більше не буде «поганим хлопцем». Тому вони вирішують не зустрічатись. Ворог старшого Басса - Рассел Торп та його дочка Райна прибувають до Нью-Йорка, збираючись знищити Bass Industries. Чак починає зустрічатися з Райною, і хоча їхні стосунки починаються фальшиво, з часом стають чимось реальним. Під час призначення на роботу в журнал «В»(англ. W), Блер дізнається, що почуття Чака до Райни справжні, і вона спустошена. Як спосіб довести Расселу свою вірність, він просить Чака вигнати Лілі з ради директорів «Басс Індустріс»(англ. Bass Industries). Він це робить, і обидва сваряться на очах у Райни, яка вважає сім’ю дуже важливою. Вона розлучається з Чаком, розізлившись через те, як сім’я для нього не важлива. Він намагається повернути Райну, просячи Нейта допомогти в цьому, але Райна починає відчувати щось до Нейта. Під час вечірки, між Расселом і Чаком виникає конфлікт, Рассел показує, що Барт вбив його дружину Ейвері під час пожежі, яку він підлаштував.
Після цього Чак вирішує, що сумує за Блер і хоче, щоб вона повернулась, але вона ігнорує його спроби зблизитись. Під час фотосесії «Modern Royalty» він просить її колишнього боса Епперлі дізнатися більше про життя Блер. Епперлі наймає Блер і дізнається, що один поцілунок змінив життя. Врешті-решт Чак з’ясовує, що вона поцілувала Дена і вирішує показати Блер, що він не є частиною їхнього світу. Ця ситуація змушує Блер, яка була готова нарешті бути з Чаком, рухатися далі, посилаючись на те, що вона знає, що Чак не готовий до справжніх стосунків. Тим часом принц Блер - Луї Грімальді прибув з Монако, щоб побачити її, і вони почали зустрічатися.У серії «The Princesses and the Frog» Чак дізнається, що вони імовірно заручитися, він руйнує бал, де Блер мала бути представлена Луї, і п’яний каже матері Луї - Софі, що він кохання всього життя Блер. Його виганяють з балу, а Блер пізніше приходить до нього в «Емпайр»(англ. Empire) де вона розказує про пропозицію Луї. Розлючений, Чак розбиває вікно і виганяє Блер. Наступного дня Джек приїжджає до міста, по запрошенню Райни, яка хоче використати його для помсти Чаку, Блер їде попередити його. Джек зустрічається з Расселом і погоджується допомогти йому позбутися Чака. В рамках їхнього плану він прибуває на місце нового готелю Чака і викликає медсестр, щоб вони забрали його до писхіатричної лікарні. Він залишає зв’язку ключів, щоб Рассел потрапив у номер Чака. Поки Рассел знаходиться в апартаментах, заходять Нейт, Джек і Чак, і виявилося, що вони втрьох працювали разом, щоб спіймати Рассела. Вони з’ясовують, що Рассел крав докази з ночі пожежі, і вирішують подивитися касету. На ній вони бачать, що Барт не був винен у смерті Ейвері - Рассел був. Рассел просить їх не казати Райні і пропонує, що він покине Нью-Йорка в обмін на мовчання. Чак погоджується і каже Расселу піти і ніколи не повертатися. Він так і робить, все йде спочатку по плану, поки Нейт не розказує Райні, що Рассел вбив її матір. Вона дзвонить йому в сльозах, і Рассел припускає, що це Чак сказав їй. Бажаючи помститися, він дзвонить Блер, і каже, що буцімто Чак ось-ось зістрибне з будівлі, але коли вона приїжджає, він чекає на неї, готовий спалити новий готельний сайт Чака разом з нею.
Епізод «The Wrong Goodbye» починаєтьсябе зразу після того, як Рассел захопив Блер. Їй вдається таємно зателефонувати Чаку, щоб він почув, що відбувається, і дізнався, де вона. Чак, Нейт і Рейна приходять до готелю, і Чак рятує Блер від Рассела. Райна конфронтує свого батька, і Рассела згодом арештують. Після того як Блер врятована, Чак просить у неї вибачення і пропонує купити їй напій, щоб заспокоїти. Вони потрапляють на вечірку в барміцву і починають танцювати.  Через деякий час вони закінчують вечір в ліжку. По дорозі назад на вечірку в Констанс Луї знову повернувся, Блер признає, що їй доведеться сказати Луї, що між ними більше нічого е може бути. Чак запитує, чи любить вона Луї, а Блер каже, що любить, але не так, як вона любить Чака. Вона пояснює, що з Луї її кохання легше, простіше і робить її щасливою, але з Чаком любов інтенсивніша і всепоглинаюча. Коли вони приїжджають в Констанс, Чак з подивом з’ясовує, що Луї все ще чекає. Луї каже, що він вірить у Блер і знає, що вона це розуміє і приїде теж. У цей момент з'являється Блер, бо Чак забув куртку. Вона звертається до Луї і каже, що їм потрібно поговорити, але Чак перебиває і каже, що пара має його благословення, і він радий, що вони одружуються. Пізніше Блер знаходить Чака і запитує його, чому він це зробив.  Він пояснює, що вона заслуговує на щастя, і каже, що є різниця між великим і правильним коханням.  Він згадує, що на Емпайр Стейт Білдінг він не чекав Блер, а Луї чекав її всю ніч.  
Він запитує, що вона відчуває після тої ночі, і коли Блер зізнається, що вона почувається жахливо, Чак каже їй, що вона почувається винною. Він визнає, що теж відчуває провину, і припускає що він дорослішає. Блер каже, що вона ще не хотіла забувати його, але він цілує її в лоб і каже, що вона найсильніша жінка, яку він знає. Він каже, що їм потрібно відпустити один одного, і пара говорить, що вони завжди будуть любити один одного.
Через деякий час, Блер готується провести літо з Луї у Монако. Коли Нейт і Чак повертаються додому, Нейт бачить, що Чаку справді боляче через Блер, і Чак визнає, що Блер сіяє, коли вона з Луїсом, тоді як він лише проявляє її темну сторону. Він каже, що вона повинна бути з Луї. Нейт запитує Чака, чи він все ще любить Блера, і Чак відповідає, що він любить її. Нейт вражений тим, що він нарешті подорослішав, пропонує їм провести разом літо.

### Сезон 5
Провівши літо, подорожуючи з Нейтом, Чак та Нейт потрапляють у Лос-Анджелес, де працює Серена. Перебуваючи там, Чак потрапляє в аварію на мотоциклі і розуміє, що він не в змозі відчути біль чи взагалі будь-що. Повернувшись до Нью-Йорка, він наймає двох чоловіків, які мають побити його, в надії він зможе це відчути. Ден дізнається, що Чак зробив, і пробує знати способи, щоб допомогти йому знову відчути себе. Тим часом Блер дізнається, що вона вагітна, але не знає, хто батько її дитини. Після проходження тесту на батьківство вона виявляє, що це Луї. Одразу після цього вона йде до Чака в «Емпайр»(англ. Empire). Він знайомить її зі своєю собакою, і вона розказує про свою вагітність. Ця новина викликає у нього можливість знову щось відчути. Він звертається до терапевта, який переконує його відпустити Блер, повернувши заручене кільце, яке він їй купив. Однак виявилося, що Луї платив терапевту Чака, щоб довести його до страшної люті, щоб назавжди відлякати Блер. Чак розуміє це, через що Блер хоче провести трохи часу подалі від Луї. Чак йде до Блер і просить вибачення за все, що він зробив неправильно за роки, відколи вони знайомі, і відтепер він піклуватиметься про себе.
Коли Блер намагається витягнути Луї з темного місця, в якому він опинився через свою ревнощі до Чака, Блер проводить день з Чаком, щоб побачити, чи Чак справді став хорошою людиною. Коли вони знаходяться на терапії, Чак розповідає Блер, що він повернув обручку для заручин Гаррі Вінстону. Пізніше Чак розповідає їй, що вона була найсвітлішим, що коли-небудь було у його житті, і що він просто хоче, щоб Блер була щасливою, хоча він також хоче, щоб вона могла бути щасливою з ним.  У епізоді «Riding in Town Cars with Boys» Блер запитує Чака, чи він би не міг ставитись до її дитини, як до своєї, але Чак, бажаючи їй бути щасливою, каже залишитися з Луї. Побачивши, як це її засмутило, Ден влаштовує таємну зустріч на вечірці Айві, щоб дозволити їм бути разом. У кімнаті Чак каже, що сказав лише те, що він сказав, аби не бути егоїстом, і що він хоче, щоб вона була з ним. З’являються папарацці, і вони швидко тікають, під час цієї втечі, вони вирішують бути разом і планують покинути місто, але потрапляють у серйозну автомобільну аварію.
Пройшов певний час, Чак повідомляє Луї, що Блер викреслила його зі свого життя, і він не знає чому. Тим часом Блер розповідає Серені, що вона зробила це з відчаю, бо зотіла врятувати життя Чака після аварії, вона уклала угоду з Богом: вийти заміж за Луї, якщо я Чак буде жити. У день весілля Блер, Чак планує триматися подалі, поки Елеонора(мати Блер) не прийшла до нього. Вона каже, що знає, що він є «той самий» для Блер, і просить його зірвати весілля. Коли він приїжджає, Блер зізнається, що з кожним днем   вона любить його все більше і більше. Джорджина знімає їхню розмову на камеру, це відео опиняється закінчується на сайті «Пліткарка», і включається на екрані під час церемонії. Блер тікає і говорить з Чаком, який каже їй, що Серена розповіла йому про угоду з Богом і, оскільки не він надіслав це відео, вони можуть бути разом. Проте Блер вирішує все-таки вийти заміж за Луї, але під час танцю молодих дізнається, що зробила жахливу помилку, коли він заявляє їй, що більше не любить.
Коли Блер раптово для всіх зникла з весілля після втечі з Деном, Чак об'єднується з Сереною, щоб її знайти. Врешті-решт вони знаходять її у готелі в аеропорту. Софі також вистежує Блер і погрожує їй приданим передбаченим у шлюбному контракті, такі гроші зроблять сім’ю Блер банкротами. Чак пропонує заплатити, щоб вони могли бути разом, але Блер каже йому, що хоче виправити це самостійно. Вона вирушає на медовий місяць з Луї. Після того, як Чак дізнається, що Ден надіслав відео, він намагається розповісти Блер про це, але натомість дізнається, що вона має почуття до Дена і їй байдуже, що він надіслав відео. Він також взнає, що після автомобільної аварії йому була потрібна операція на переливання крові, і Джек допоміг йому, надавши свою кров.  Бажаючи подякувати йому, Чак запрошує Джека назад до міста, де він планує відкрити лікарняне крило на його честь.
Плануючи вечірку, він виявляє, що Джек хворіє на гепатит С і не може здавати кров.  Він вважає, що Елізабет(мати Чака) здала кров, і має намір подякувати їй.  Однак Ендрю Тайлер дізнається, що Елізабет перебувала в монастирі в цей час, тому не могла цього зробити. Чак каже детективу продовжувати пошуки. Тим часом прийшли документи про розлучення Блер, і вона дізнається, що Чак заплатив її придане. Вона дорікає йому цим, кажучи, що він зробив це лише для того, щоб викупити її, але Чак каже, що хотів, щоб вона була лише вільною. Потім Чак дізнається, що Даяна Пейн - його мати, але Нейт пише електронною поштою Елізабет і просить її пояснити. У відповідь, вона прикріплює фотографію, на якій вагітна Чаком, на фото також видно чоловічою рукою, яка обнімає її. Чак розпізнає татуювання, і з’ясовує, що Джек - його батько, а не Барт.
Пізніше Чак переконує Блер допомогти йому з'ясувати, що приховує Даяна і як це може бути пов’язано з Джеком, також йому допомагають в цьому Нейт, Лола та Серена. Вони змогли розшифрувати коди в її щоденнику і поїхали за щойно розшифрованою адресою, взявши таксі, вони опинитися в борделі (той самий бордель, який Чак помилково відвідав у «Carrnal Knowledge» у другому сезоні).  Перебуваючи там, Чак з’ясовує, що Барт живий. Барт пояснює, що він сфальсифікував свою смерть, щоб захистити Чака та Лілі від суперника. Бажаючи врятувати свого батька, Чак і його друзі обдумують схему шантажу суперника, щоб не нашкодити Барту. Після серії нещасних випадків виявилося, що Ендрю Тайлер був у цьому замішаний, тому він вирішив позбутися Барта, щоб захистити себе. Його заарештовують, і Барт може перестати переховуватись. Тим часом Пліткарка починає публікувати уривки з щоденника Блер, в якому вона запитує себе, що робити, якщо вона ніколи нікого не полюбить так, як любить Чака.
У фіналі сезону «The Return of the Ring» Блер вирушає до Чака в «Емпайр»(англ. Empire) після посту у «Пліткарці», де вона називає його монстром.  Він каже їй, що пост не має значення, тому що це було рік тому, і що з того часу вони пережили стільки всього і виправили себе.  Чак запитує її, чи вона ще з Деном, і коли він дізнається, що вона все ще з ним, каже їй, що втомився від цієї гри і що йому потрібно рухатися далі. Пізніше Барт розпитує Чака про його стосунки з Блер. Він каже, що зробив багато помилок, після смерті Барта, зокрема зіпсував стосунки з Блером. Барт заохочує Чака відвоювати Блер і дарує йому обручку, яку Чак повернув до магазину. На пресконференції Барт оголошує, що звільняє Чака з компанії. Після спроби протистояння Чака його батьку, Барт залишається за при своїй думці і залишає Чака на даху. Одразу після цього приходить Блер і каже йому, що хоче бути з ним, а не з Деном. Він вирішує не сходитись з нею, не бажаючи опинитися в її тіні. Наприкінці епізоду Чак їде до Монте-Карло разом з Джеком, щоб спробувати зібрати достатньо грошей, щоб викупити назад частину «Басс Індустріс»(англ. Bass Industries). Перебуваючи в казино, Блер з'являється і каже Чаку, що вона готова до боротьби за «них».

### Сезон 6
На початку сезону Чак і Блер укладають договір не бути разом, поки Блер не досягне успіху у «Волдорф Дизайнс»(англ. Waldorf Designs), а Чак поверне собі посаду CEO в «Басс Індустріс»(англ. Bass Industries). Після багатьох невдалих спроб скинути Барта з посади, батько та син затівають справжню бійку. Це призводить до того, що Барт падає з будівлі і помирає. Блер стає єдиним свідком цієї події, оскільки вона прийшла на дах у пошуках Чака, тому Чак і Блер одружуються, щоб Блер не доводилось свідчити проти Чака, бо у Нью-Йорку законом заборонено дружині давати свідчення проти чоловіка.
Наступний кадр, який бачать глядачі - п’ять років потому, Чак і Блер щасливі у шлюбі з сином(Генрі). Всі головні герої серіалу зібрані в будинку Бассів на весіллі Дена та Серени.

## Характеристика
Чак дуже егоцентричний і має жорстке почуття гумору. Однак він також виявляється дуже лояльним до кількох обраних людей, яких він вважає гідними, наприклад, візьмемо ситуації, як Чак пропонує позику для Нейта та Енн Арчібальд або сплачує придане Блер. Протягом першого сезону він демонстрував різноманітні майже соціопатичні риси характеру, включаючи спробу зґвалтування, але в наступних сезонах доріс до поважної молодої людини. Він екстравагантний і часто розкидається грршима, але, здається, це випливає з глибоко закопаної невпевненості, яку, швидше за все, викликав його вимогливий батько. Він також дуже кумедний і вміє швидко та дотепно  відповісти, що показує, що він досить розумний. Його нарцисизм очевидний, він часто цитує "Я - Чак Басс" після того, як хтось задає йому запитання, чому він гідний таких речей (наприклад, освіта Ліги Плюща).
Деніз Мартін з Los Angeles Times характеризує його як «потенційного Казанову, ніж досвідченого хижака». Він чарівний диявол у центрі всіх інтриг, той хлопець, який чекає моменту, коли потрібно сказати щось неслухняне, і він є найбільш свідомий серед старшокласників Верхнього Іст-Сайду.
Стефані Севідж, один із творців телесеріалу, описала його як «ціквого та розумного, він той друг, який каже все, що хочеш сказати ти, але не можеш, і він спокушає вас у тому віці, у той спосіб, яким ви хочете бути спокушені». Вона порівняла його стосунки з Блер із стосунками Гленни Клоуз і Джона Малковича в «Небезпечних зв'язках». Вона виявила, що зображення Чака Едом Вествіком було схоже на Джеймса Спейдера з фільму «Красуня в рожевому».

## Сприйняття
Чака Басс і Блер Волдорф посіли перші місця у списку «Найкраще одягнені телевізійні персонажі 2008 року» за версією Entertainment Weekly, також виконавці головних ролей Ед Вествік та Лейтон Містер увійшли до списку «Найкраще виконання ролей». Стосунки Чака Басса з Блер були включені до списку TV Guide, як «Кращі телевізійні пари всіх часів», а також до списку «30 найкращих 'Будуть/не будуть вони разом?'(англ. Will They/Worn't They?)» Entertainment Weekly. Персонаж також потрапив у рейтинг «Forbes Fictional 15» на 13-те місце за оцінками статків у 1,1 мільярда доларів.
У лютому 2012 року Zap2it провів опитування, щоб визначити, хто з телевізійних персонажів найбільше заслуговує статусу улюбленого персонажа серед дівчат. Чак був обраний як «Найулюбленіший 1% чоловік на телебаченні», обігнавши Олівера Квіна з «Таємниці Смолвіля». Одно відсоткові персонажі — це люди, у яких «все вдається з їх фантастично гарною зовнішністю та розкішним способом життя».